# Snamenka (Kaliningrad, Bagrationowsk)
Snamenka (russisch Знаменка, deutsch Groß Hoppenbruch, lit. Znamenka) ist ein Dorf in der russischen Oblast Kaliningrad (Gebiet Königsberg) im ehemaligen Ostpreußen und gehört zur Pogranitschnoje selskoje posselenije (Landgemeinde Pogranitschny (Hermsdorf)) im Rajon Bagrationowsk (Kreis Preußisch Eylau).

## Geographische Lage
Snamenka – der Ortsname kommt in Russland häufiger vor – liegt nordöstlich der Stadt Mamonowo (Heiligenbeil) und ist Bahnstation (ein Kilometer südöstlich des Dorfes) an der Bahnstrecke Malbork (Marienburg) – Braniewo (Braunsberg) – Mamonowo – Kaliningrad (Königsberg (Preußen)) der ehemaligen Preußischen Ostbahn. Unweit von Gnadenthal (heute russisch: Bogdanowka) an der russischen Fernstraße 27A-20 (ehemalige deutsche Reichsstraße 1) zweigt eine Nebenstraße in nordwestliche Richtung ab, die nach Snamenka und weiter bis Wesjoloje (Balga) führt.

## Geschichte

Groß Hoppenbruch, am Ostufer des Frischen Haffs, nördlich von Heiligenbeil und südlich der Landzunge von Balga, auf einer Landkarte von 1910 (siehe linke Bildhälfte).

Am 11. Juni 1874 wurde Groß Hoppenbruch (der Ort Klein Hoppenbruch (Uljanowka) liegt 25 Kilometer weiter nordöstlich nahe bei Uschakowo (Brandenburg (Frisches Haff))) mit den Landgemeinden Follendorf, Perscheln und Schirten (Potjomkino) sowie den Gutsbezirken Gabditten, Gedilgen, Keimkallen (Krasnodonskoje) und Ritterthal zum Amtsbezirk Keimkallen zusammengeschlossen. Im Jahre 1910 zählte Groß Hoppenbruch 207 Einwohner.
Per 12. Juli 1929 wurde Groß Hoppenbruch aus dem Amtsbezirk Keimkallen ausgegliedert und dem Amtsbezirk Balga (Wessjoloje) zugeordnet. 1933 lebten in Groß Hoppenbruch 335 Einwohner, 1939 waren es noch 299.
Bis 1945 gehörte Groß Hoppenbruch zum Landkreis Heiligenbeil im Regierungsbezirk Königsberg der preußischen Provinz Ostpreußen. Seit 1945 steht das Dorf unter sowjetischer bzw. russischer Verwaltung und trägt seit 1947 den Namen Snamenka. Es gehört zu Pjatidoroschnoje im Rajon Bagrationowsk in der Oblast Kaliningrad.

## Kirche
Kirchlich war Groß Hoppenbruch bis 1945 – bei überwiegend evangelischer Einwohnerschaft in das Kirchspiel Balga (Wesjoloje) im Kirchenkreis Heiligenbeil (Mamonowo) in der Kirchenprovinz Ostpreußen der Kirche der Altpreußischen Union eingegliedert.